# スレイド (バンド)
スレイド（英語: Slade）は、1966年にイングランド・ウェスト・ミッドランズ州ウルヴァーハンプトンで結成されたロックバンドである。1970年初頭にグラムロック・ブームの一翼を担いつつヒット・チャートを席巻し、1980年代に入っても人気を得た。
1992年にリード・ボーカルとギターのノディ・ホルダーとベースのジム・リーが脱退したことにより、バンドは停滞。その後、「スレイドII」として活動を再開し、後にグループ名を戻した。
キッスのジーン・シモンズが、スレイドからの影響を公言している。
なお、スレイドの楽曲には「Coz I Luv You」「Skweeze Me Pleeze Me」など、間違ったスペリングをタイトルに用いた曲が多いが、これは意図的なものである。

## 経歴

### 1970年代まで
イン・ビトゥイーンズ（英語: The N' Betweens）というで1966年結成。同年キム・フォーリーのプロデュースでシングルをリリースしているが、この時点では単発に終わる。
その後元アニマルズのチャス・チャンドラーに見出され、1969年、アンブローズ・スレイド（英語: Ambrose Slade）名義でファースト・アルバム『ビギニングス』を発表。しかしながら、同作前後に発売されたシングルと同様に、チャートインすることはなかった。なお、このアルバムはスレイドのディスコグラフィでもファースト・アルバムとして扱われている。
ここまではビート・ロックやサイケデリック・ロックの影響下にあるサウンドを聴かせていたが、チャンドラーの指導によりイメージ改革に乗り出すこととなる。スレイドへ改名し、派手な衣装をまとい、ポップなメロディーに豪快かつタイトなリズムを合わせたサウンドを創出。ティーンエイジャーから厚い人気を得るようになり、1971年のシングル『だから君が好き』で全英シングルチャート1位を初めて獲得。
また、時期を同じくしてライブ・パフォーマンスに対する評価が上がり、1972年発表のライブ・アルバム『スレイド・アライブ』は英国アルバムチャート2位まで上昇。すかさず発表したスタジオ盤『スレイド?』は1位を獲得。以降『スレイデスト』『大狂乱スレイド一座』の2枚のアルバムも1位を獲得。シングル盤『だから君が好き』や『恋のバック・ホーム』『クレイジー・ママ』『カモン!!』『スクゥイーズ・ミー、プリーズ・ミー』『メリー・クリスマス・エヴリバディ』と1973年までに計6枚が1位に入った。特に『メリー・クリスマス・エヴリバディ』は、100万枚を超えるベストセラーとなった。
1974年にバンド主演の映画『スレイド・イン・フレイム』の制作を開始。映画はスレイドをはじめとしたバンドの間で起こった音楽業界での出来事に基づいた内容であった。映画のサウンドトラック盤からの先行シングルとして発売された『ファー・アウェイ』は、全英シングルチャートで最高位2位を獲得し、ノルウェーのチャートでも上位にチャートインした。同作はホルダーのお気に入りの楽曲ともなった。11月にサウンドトラック盤『狂乱の炎』が発売され、多くの批評家から肯定的な評価を得た一方、翌年1月に公開された映画は芳しい成果は得られなかった。
1975年に入ると、T・レックスやデヴィッド・ボウイ、スウィート、スージー・クアトロなどと並ぶ人気ミュージシャンになり、圧倒的な人気に乗りアメリカ進出も目論むが、芳しい成果は得られないまま終わる。イギリス国内においても、映画のテーマ曲「ハウ・ダズ・イット・フィール」が1975年2月にシングルとして発売されるも、シングルチャートでは最高位15位と、チャートアクションが鈍り始めた。
1977年にはポリドールとの契約も切られ、チャンドラーとも意見の相違から決別することとなる。同時にスレイドのサウンドと相対する面があるパンク・ロック全盛の時代においては、しばらく低迷を味わうことになる。

### 1980年以降
1980年にパンクのブームが終わり、NWOBHMの勢いが増すと、スレイド自体も徐々に人気を取り戻し、レディング・フェスティバルでの演奏も高く評価され、再びシングルがチャート上位に顔を出すようになる。
そしてスレイドの復活を決定的にしたのは、1983年にクワイエット・ライオットが「カモン!!」をカヴァーして大ヒットさせたことだった。これによりオリジナルのスレイドへの注目度が上がり、『マイ・オー・マイ』『ラン・ラン・アウェイ』が英国チャートトップ10入り。アメリカでも『ラン・ラン・アウェイ』が20位に入り、同地では1970年代を超える成功を収めた。
1992年、ホルダーがバンド内における議論や不満に嫌気が差したことにより脱退。同時にホルダーがスレイドにとって不可欠なメンバーだとしていたリーも脱退したことにより、23年間の活動を終えた。この間一度もメンバー交代を行わなかった。それから間もなくして、残ったパウエルとヒルが新メンバーを迎え、スレイドII（英語: Slade II）を結成。
2002年にバンド名を「スレイド」にを戻し、アルバム『キープ・オン・ロッキン』を新曲を追加し、タイトルを「Cumon Let's Party」に改題して発売された。
2005年にスレイドII結成時からのボーカリストであるスティーヴ・ウァーリーが脱退し、入れ替わりでマル・マクナルティが加入。11月にコンピレーション・アルバム『ヴェリー・ベスト・オブ・スレイド』を発売し、全英アルバムチャートで最高39位を獲得。同年にはミュージック・ビデオ集も発売された。
2006年にサルーボ・レコードよりボックス・セット『The Slade Box - Four CD box anthology 1969-91』とライブ・アルバム『スレイド・アライヴ』が発売された。また、同年から2007年にかけてサルーボ・レコードよりオリジナル・アルバムのリマスター盤が発売され、日本で発売された一部のリマスター盤にボーナス・トラックが追加収録された。
2020年、パウエルがヒルによってバンドを解雇されたことを告白。同時に公式サイト上でドンは、元メンバーのクレイグ・フェニーとともに「ドン・パウエルズ・スレイド」を結成してスレイドの楽曲を演奏することを発表した。

## メンバー
| 名前                                | 担当                                 | 在籍期間 |
| ----------------------------------- | ------------------------------------ | -------- |
| デイヴ・ヒル （Dave Hill）          | ギター ボーカル                      | 1966年 - |
| ジョン・ベリー （John Berry）       | ベース ヴァイオリン リード・ボーカル | 2003年 - |
| ラッセル・キーフ （Russell Keefe）  | リード・ボーカル キーボード          | 2019年 - |
| アレックス・バインズ （Alex Bines） | ドラムス                             | 2020年 - |

| 名前                                     | 担当                    | 在籍期間        |
| ---------------------------------------- | ----------------------- | --------------- |
| ノディ・ホルダー （Noddy Holder）        | リード・ボーカル ギター | 1966年 - 1992年 |
| ジム・リー （Jim Lea）                   | ベース ボーカル         | 1966年 - 1992年 |
| ドン・パウエル （Don Powell）            | ドラムス                | 1966年 - 2020年 |
| スティーヴ・ウァーリー （Steve Whalley） | リード・ボーカル ギター | 1992年 - 2005年 |
| スティーヴ・マーキン （Steve Makin）     | ギター                  | 1992年 - 1996年 |
| クレイグ・フェニー （Creig Fenney）      | ベース ボーカル         | 1992年 - 2005年 |
| トレヴァー・ホリデイ （Trevor Holliday） | ベース ボーカル         | 1994年 - 2000年 |
| デイヴ・グローヴァー （Dave Glover）     | ベース ボーカル         | 2000年 - 2003年 |
| マル・マクナルティ （Mal McNulty）       | リード・ボーカル ギター | 2005年 - 2019年 |

## ディスコグラフィ

### スタジオ・アルバム
| タイトル                         | 原題                                | 発売日         | 備考 |
| -------------------------------- | ----------------------------------- | -------------- | --- |
| ビギニングス                     | Beginnings                          | 1969年5月9日   | - アンブローズ・スレイド名義 - フォンタナ・レコードから発売された。 - アメリカでは「Ballzy」というタイトルで発売された。         |
| プレイ・イット・ラウド           | Play It Loud                        | 1970年11月28日 | - 本作よりアーティスト名義が「スレイド」となった。 - 本作から『ノーボディズ・フール』までポリドール・レコードからの発売。        |
| スレイド?                        | Slayed?                             | 1972年11月1日  | - 国際レコード・ビデオ製作者連盟のフィンランド支部よりゴールド認定を受けた 。 - 本作でバンド初の全英アルバムチャート首位を獲得。 |
| 大狂乱スレイド一座               | Old, New, Borrowed and Blue         | 1974年2月15日  | - 英国レコード産業協会よりゴールド認定を受けた。 - アメリカでは「Stomp Your Hands, Clap Your Feet」というタイトルで発売された。  |
| 狂乱の炎                         | Slade in Flame                      | 1974年11月29日 | - バンド主演の映画『スレイド・イン・フレイム』のサウンドトラック盤。 - 英国レコード産業協会よりゴールド認定を受けた。            |
| ノーボディズ・フール             | Nobody's Fools                      | 1976年3月5日   | |
| 衝撃の炎                         | Whatever Happened To Slade?         | 1977年3月21日  | - バーン・レコードからの発売。                                                                                                   |
| リターン・トゥ・ベース           | Return to Base                      | 1979年10月1日  | - バーン・レコードからの発売。                                                                                                   |
| ブリング・ザ・ハウス・ダウン     | We'll Bring the House Down          | 1981年3月13日  | - チープスケート・レコードからの発売。 - 『衝撃の炎』以来3作ぶりに全英アルバムチャート入りを果たした（最高位25位）。             |
| ティル・デフ・ドゥ・アス・パート | Till Deaf Do Us Part                | 1981年11月13日 | - RCAレコードからの発売。 |
| 神風シンドローム                 | The Amazing Kamikaze Syndrome       | 1983年12月3日  | - RCAレコードからの発売。 - 1984年に原題が改められて、CBSレコードより再発売された。 - 再発盤はCRIAよりゴールド認定を受けた。     |
| 神風シンドローム                 | Keep Your Hands Off My Power Supply | 1984年4月2日   | - RCAレコードからの発売。 - 1984年に原題が改められて、CBSレコードより再発売された。 - 再発盤はCRIAよりゴールド認定を受けた。     |
| ローグス・ギャラリー             | Rogues Gallery                      | 1985年3月29日  | - RCAレコードからの発売。 |
| クラッカーズ                     | Crackers: The Party Album           | 1985年11月18日 | - テルスター・レコードからの発売。 - 英国レコード産業協会からゴールド認定を受けた。                                              |
| ボーイズ・メイク・ビッグ・ノイズ | You Boyz Make Big Noize             | 1987年4月27日  | - RCAレコードからの発売。 - スレイド名義では最後となるスタジオ・アルバム。                                                       |
| キープ・オン・ロッキン           | Keep on Rockin'                     | 1987年4月27日  | - Play That Beat!からの発売。 - スレイドII名義 - 2002年に「Cum On Let's Party」に改題されて再発売された。                        |

### ライブ・アルバム
- 『スレイド・アライブ』 - Slade Alive（1972年3月24日、ポリドール）
- 『スレイド・アライブVol.2』 - Slade Alive, Vol. 2（1978年10月27日、バーン）
- 『スレイド・オン・ステージ』 - Slade On Stage（1982年12月11日、RCA）
- 『Slade Alive! - The Live Anthology』（2006年8月21日、サルーボ）
- 『Live at the BBC』（2009年9月28日、サルーボ）

### コンピレーション・アルバム
- 『Coz I Luv You』（1972年3月、ポリドール）
- 『スレイデスト』 - Sladest（1973年9月28日、ポリドール）
- 『Slade Smashes!』[注釈 3] (1980年11月1日、ポリドール)
- 『Slade Greatz』（1984年5月12日、ポルドール）
- 『スレイド・コレクション81-87』 - The Slade Collection 81-87（1991年3月、RCA/BMG）
- 『ウォール・オブ・ヒッツ』 - Wall of Hits（1991年11月11日、ポルドール）
- 『ザ・スレイド・コレクション Vol.2 79-87』 - The Slade Collection Vol. 2, 79-87（1993年12月、RCA/BMG/ポルドール）
- 『The Genesis of Slade』（1996年3月3日、ミュージック・コーポレーション）
- 『グレイテスト・ヒッツ』 - Feel the Noize - Greatest Hits（1997年2月、ポルドール）
- 『Get Yer Boots On: The Best of Slade』（2004年3月23日、Shout! Factory）
- 『ヴェリー・ベスト・オブ・スレイド』 - The Very Best of Slade（2005年11月28日、ポリドール）
- 『B-Sides』（2007年3月5日、サルーボ）
- 『Rockers』（2007年4月17日、サルーボ）
- 『In for a Penny: Raves & Faves』（2007年4月17日、Shout! Factory）
- 『Merry Xmas Everybody: Party Hits』（2009年11月23日、ユニバーサル）

### EP
- 『Six of the Best』（1980年5月24日、スーパー）
- 『Alive at Reading』（1980年9月26日、チープスケイト）
- 『Xmas Ear Bender』（1980年11月5日、チープスケイト）

### シングル
| 発売年                      | タイトル                                                                        | 最高位 | 最高位 | 最高位 | 最高位 | 最高位 | 初収録アルバム                   |
| 発売年                      | タイトル                                                                        | UK     | AUS    | SWE    | BEL    | US     | 初収録アルバム                   |
| --------------------------- | ------------------------------------------------------------------------------- | ------ | ------ | ------ | ------ | ------ | -------------------------------- |
| 1966年                      | ユー・ベター・ラン （イン・ビトゥインーズ名義）                                 | ―      | ―      | ―      | ―      | ―      | アルバム未収録                   |
| 1969年                      | ジェネシス （アンブローズ・スレイド名義）                                       | ―      | ―      | ―      | ―      | ―      | ビギニングス                     |
| 1969年                      | ワイルド・ウィンズ・アー・ブローイング （ザ・スレイド名義）                     | ―      | ―      | ―      | ―      | ―      | アルバム未収録                   |
| 1970年                      | シェイプ・オブ・シングス                                                        | ―      | ―      | ―      | ―      | ―      | プレイ・イット・ラウド           |
| 1970年                      | ノウ・フー・ユー・アー （イギリス限定発売）                                     | ―      | ―      | ―      | ―      | ―      | プレイ・イット・ラウド           |
| 1971年                      | ゲット・ダウン                                                                  | 16     | 78     | ―      | 30     | ―      | アルバム未収録                   |
| 1971年                      | だから君が好き                                                                  | 1      | 7      | ―      | 7      | ―      | アルバム未収録                   |
| 1971年                      | 恋の赤信号                                                                      | 4      | 43     | ―      | 12     | ―      | アルバム未収録                   |
| 1972年                      | 恋のバック・ホーム                                                              | 1      | 11     | ―      | 11     | 97     | アルバム未収録                   |
| 1972年                      | クレイジー・ママ                                                                | 1      | 14     | ―      | 11     | 76     | スレイド?                        |
| 1972年                      | グッバイ・ジェーン                                                              | 2      | 11     | ―      | 5      | 68     | スレイド?                        |
| 1973年                      | カモン!!                                                                        | 1      | 12     | ―      | 5      | 98     | アルバム未収録                   |
| 1973年                      | スクゥイーズ・ミー、プリーズ・ミー                                              | 1      | 39     | ―      | 11     | ―      | アルバム未収録                   |
| 1973年                      | レット・ザ・グッド・タイムス・ロール （アメリカ限定発売）                       | ―      | ―      | ―      | ―      | 114    | スレイド?                        |
| 1973年                      | マイ・フレンド・スタン                                                          | 2      | 44     | ―      | 7      | ―      | 大狂乱スレイド一座               |
| 1973年                      | ムーヴ・オーヴァー （日本限定発売）                                             | ―      | ―      | ―      | ―      | ―      | スレイド?                        |
| 1973年                      | メリー・クリスマス・エヴリバディ                                                | 1      | 55     | ―      | 3      | ―      | アルバム未収録                   |
| 1974年                      | グッド・タイム・ギャルズ （アメリカ限定発売）                                   | ―      | ―      | ―      | ―      | ―      | 大狂乱スレイド一座               |
| 1974年                      | エヴリデイ                                                                      | 3      | 13     | ―      | 22     | ―      | 大狂乱スレイド一座               |
| 1974年                      | ホエン・ザ・ライツ・アー・アウト （アメリカ限定発売）                           | ―      | ―      | ―      | ―      | ―      | 大狂乱スレイド一座               |
| 1974年                      | バンギング・マン                                                                | 3      | 48     | ―      | 18     | ―      | アルバム未収録                   |
| 1974年                      | ファー・アウェイ                                                                | 2      | 17     | ―      | 24     | ―      | 狂乱の炎                         |
| 1975年                      | ハウ・ダズ・イット・フィール                                                    | 15     | ―      | ―      | ―      | ―      | 狂乱の炎                         |
| 1975年                      | メモリー                                                                        | 7      | ―      | ―      | ―      | ―      | アルバム未収録                   |
| 1975年                      | イン・フォー・ア・ペニー                                                        | 11     | ―      | 14     | ―      | ―      | ノーボディズ・フール             |
| 1976年                      | レッツ・コール                                                                  | 11     | ―      | ―      | ―      | ―      | ノーボディズ・フール             |
| 1976年                      | ノーボディズ・フール                                                            | 53     | ―      | ―      | ―      | ―      | ノーボディズ・フール             |
| 1977年                      | ジプシー・ロードホッグ                                                          | 48     | ―      | ―      | ―      | ―      | 衝撃の炎                         |
| 1977年                      | バーニング・イン・ザ・ヒート・オブ・ラブ                                        | ―      | ―      | ―      | ―      | ―      | アルバム未収録                   |
| 1977年                      | マイ・ベイビー・レフト・ミー                                                    | 32     | ―      | ―      | ―      | ―      | アルバム未収録                   |
| 1978年                      | ギブ・アス・ア・ゴール                                                          | ―      | ―      | ―      | ―      | ―      | アルバム未収録                   |
| 1978年                      | ロックンロール・ボレロ                                                          | ―      | ―      | ―      | ―      | ―      | アルバム未収録                   |
| 1978年                      | イッツ・オールライト・バイ・ミー （フランス限定発売）                           | ―      | ―      | ―      | ―      | ―      | アルバム未収録                   |
| 1979年                      | ジニー・ジニー                                                                  | ―      | ―      | ―      | ―      | ―      | リターン・トゥ・ベース           |
| 1979年                      | アイム・ア・ロッカー （ベルギー限定発売）                                       | ―      | ―      | ―      | ―      | ―      | リターン・トゥ・ベース           |
| 1979年                      | サイン・オブ・ザ・タイムズ （イギリス限定発売）                                 | ―      | ―      | ―      | ―      | ―      | リターン・トゥ・ベース           |
| 1979年                      | オーケイ・コーキー （イギリス限定発売）                                         | ―      | ―      | ―      | ―      | ―      | アルバム未収録                   |
| 1981年                      | ウィール・ブリング・ザ・ハウス・ダウン                                          | 10     | ―      | ―      | ―      | ―      | ブリング・ザ・ハウス・ダウン     |
| 1981年                      | ホイールズ・エイント・カミング・ダウン （イギリス限定発売）                     | 60     | ―      | ―      | ―      | ―      | ブリング・ザ・ハウス・ダウン     |
| 1981年                      | ナックル・サンドウィッチ・ナンシー （イギリス限定発売）                         | ―      | ―      | ―      | ―      | ―      | ティル・デフ・ドゥ・アス・パート |
| 1981年                      | ロック・アップ・ユア・ドーターズ                                                | 29     | ―      | ―      | ―      | ―      | ティル・デフ・ドゥ・アス・パート |
| 1982年                      | ルビー・レッド （イギリス限定発売）                                             | 51     | ―      | ―      | ―      | ―      | ティル・デフ・ドゥ・アス・パート |
| 1982年                      | ロック・アンド・ロール・プリーチャー （ドイツ限定発売）                         | 60     | ―      | ―      | ―      | ―      | ティル・デフ・ドゥ・アス・パート |
| 1982年                      | （アンド・ナウ-ザ・ワルツ）セ・ラ・ビ                                           | ―      | ―      | ―      | ―      | ―      | 神風シンドローム                 |
| 1983年                      | マイ・オー・マイ                                                                | 2      | 65     | 1      | 4      | 37     | 神風シンドローム                 |
| 1983年                      | カモン!! （再発売）                                                             | 98     | ―      | ―      | ―      | ―      | アルバム未収録                   |
| 1984年                      | ラン・ランナウェイ                                                              | 7      | 17     | 4      | 33     | 20     | 神風シンドローム                 |
| 1984年                      | オール・ジョイン・ハンズ                                                        | 15     | ―      | 19     | ―      | ―      | ローグス・ギャラリー             |
| 1985年                      | セヴン・イヤー・ビッチ                                                          | 60     | ―      | ―      | ―      | ―      | ローグス・ギャラリー             |
| 1985年                      | ミステリアス・ミスター・ジョーンズ                                              | 50     | ―      | ―      | ―      | ―      | ローグス・ギャラリー             |
| 1985年                      | リトル・シーラ                                                                  | ―      | ―      | ―      | ―      | 86     | ローグス・ギャラリー             |
| 1985年                      | ドゥ・ユー・ビリーブ・イン・ミラクルズ                                          | ―      | ―      | ―      | ―      | ―      | クラッカーズ                     |
| 1987年                      | スティル・ザ・セイム                                                            | 73     | ―      | ―      | ―      | ―      | ボーイズ・メイク・ビッグ・ノイズ |
| 1987年                      | ザッツ・ホワット・フレンズ・アー・フォー                                        | 95     | ―      | ―      | ―      | ―      | ボーイズ・メイク・ビッグ・ノイズ |
| 1987年                      | ユー・ボーイズ・メイク・ビッグ・ノイズ （イギリス限定発売）                     | 94     | ―      | ―      | ―      | ―      | ボーイズ・メイク・ビッグ・ノイズ |
| 1987年                      | ウー・ラ・ラ・イン・L.A.                                                        | ―      | ―      | ―      | ―      | ―      | ボーイズ・メイク・ビッグ・ノイズ |
| 1987年                      | ウイ・ウォント・ギヴ・イン （イギリス限定発売）                                 | ―      | ―      | ―      | ―      | ―      | ボーイズ・メイク・ビッグ・ノイズ |
| 1988年                      | レッツ・ダンス'88 （イギリス限定発売）                                          | ―      | ―      | ―      | ―      | ―      | アルバム未収録                   |
| 1991年                      | ラジオ・ウォール・オブ・サウンド                                                | 21     | ―      | ―      | 21     | ―      | ウォール・オブ・ヒッツ           |
| 1991年                      | ユニヴァース                                                                    | ―      | ―      | ―      | ―      | ―      | ウォール・オブ・ヒッツ           |
| 1998年                      | メリー・クリスマス・エヴリバディ ('98リミックス) （スレイド vs フラッシュ名義） | 30     | ―      | ―      | ―      | ―      | アルバム未収録                   |
| 2013年                      | エヴリデイ （再発売）                                                           | 69     | ―      | ―      | ―      | ―      | アルバム未収録                   |
| 「―」はチャート圏外を示す。 |                                                                                 |        |        |        |        |        |                                  |

### ボックス・セット
- 『The Slade Box - Four CD box anthology 1969-91』（2006年10月2日、サルーボ）
- 『When Slade Rocked the World』（2015年11月13日、サルーボ）
- 『Feel The Noise - The Singlez Box!』（2019年5月31日、BMG）